# Alexandrine von Thurn und Taxis
Alexandrine von Thurn und Taxis (Brussel, 1 augustus 1589 - aldaar, 28 december 1666) was een Duitse edelvrouw en postmeester ten tijde van de Dertigjarige Oorlog.

## Biografie
Alexandrine werd in Brussel geboren als de dochter van graaf Philibert de Rye en Claudine de Tournon-Rousillou. Ze huwde pas op relatief late leeftijd, 27, in 1616 met Leonhard II van Taxis. Ze kreeg met hem drie kinderen en twee van hen zouden de volwassen leeftijd bereiken: Genoveva Anna (1618) en Lamoraal (1621). In 1628 werd ze weduwe na de plotselinge dood van haar echtgenoot in Praag. Na de dood van haar man verkreeg ze door de minderjarigheid van haar zoon de erfelijke positie van keizerlijke postmeester. Ze nam de postdienst onder haar hoede en ze werd hierin gesteund door landvoogdes Isabella van Spanje.
Alexandrine von Thurn und Taxis was vaak onderweg om postagentschappen te bezoeken, nieuwe stafleden aan te stellen en rovers op te pakken. Ten tijde van de Dertigjarige Oorlog gebruikte zij haar dienst om diplomatieke post te openen en te kopiëren. Deze dienst opereerde vanuit haar stadspaleis dat was gelegen op de kruising van de Regentschapsstraat en de Zwavelstraat in Brussel. Vanwege haar "eerlijkheid, waardigheid en geslacht stond ze verheven boven elke vorm van verdachtmaking."
Tot aan 1641 zou ze de positie van postmeester bekleden tot ze het dat jaar overdroeg aan haar zoon. Von Thurn und Taxis overleed in 1666 in Brussel en zou aldaar in de familiecrypte begraven worden.